# 中間球麗魚
中間球麗魚，為輻鰭魚綱鱸形目隆頭魚亞目慈鯛科的其中一種，分布於非洲甘比亞到象牙海岸的沿海河川流域，體長可達23公分，棲息在底中層水域，以昆蟲幼蟲為食，生活習性不明。

## 擴展閱讀
維基物種上的相關：中間球麗魚